# دیوید پاکوز
دیوید پاکوز (به انگلیسی: David Packouz) متولد (۱۶ فوریه ۱۹۸۲) یک فروشنده سابق آمریکایی سلاح، موسیقیدان، مخترع و کارآفرین است.
در سال ۲۰۰۵ پاکوز (که در آن زمان ۲۳ سال سن داشت) به شرکت AEY Inc افرایم دیورولی (که در آن زمان ۱۹ سال سن داشت) پیوست. در پایان سال ۲۰۰۶ شرکت ۱۴۹ قرارداد به ارزش ۱۰٫۵ میلیون دلار به دست آورد.
در اوایل سال ۲۰۰۷، AEY یک قرارداد با دولت ایالات متحده موسوم به قرارداد افغانستان به دست آورد، که شامل عرضه ۱۰۰ میلیون دور مهمات کلاشنیکف و میلیون‌ها دور مهمات تفنگ تک تیرانداز دراگونوف، راکت و مهمات دیگر برای ارتش افغانستان می‌شد ، که فقط قرارداد مهمات کلاشنیکف و دراگونوف چیزی در حدود ۳۰۰ میلیون دلار ارزش داشت.
AEY که مهمات کلاشنیکف و دراگونوف را از آلبانی خریده بود متوجه شد که تمامی مهمات ساخت کشور چین بوده و غیر استاندارد و تاریخ مصرف گذشته هستند. اما پاکوز و دیورولی با آگاهی از این که این مهمات توسط پنتاگون تایید نمی‌شوند با بسته‌بندی دوباره این مهمات را به عنوان مهمات اصل روسی به پنتاگون فروختند.
بعد از اطلاع دولت آمریکا از جریانات شرکت AEY تعلیق و پاکوز برای توطئه و فریب دادن ایالات متحده به ۷ ماه حبس خانگی محکوم شد.
تاد فیلیپس در سال ۲۰۱۶ فیلم درام کمدی، سگ‌های جنگی (به انگلیسی: War Dogs)، که از زندگی‌نامه افرایم دیورولی و دیوید پاکوز و وقایع آن زمان الهام گرفته را ساخت که در آن فیلم مایلز تلر نقش پاکوز را بازی کرده است.